# Frekvensomriktning

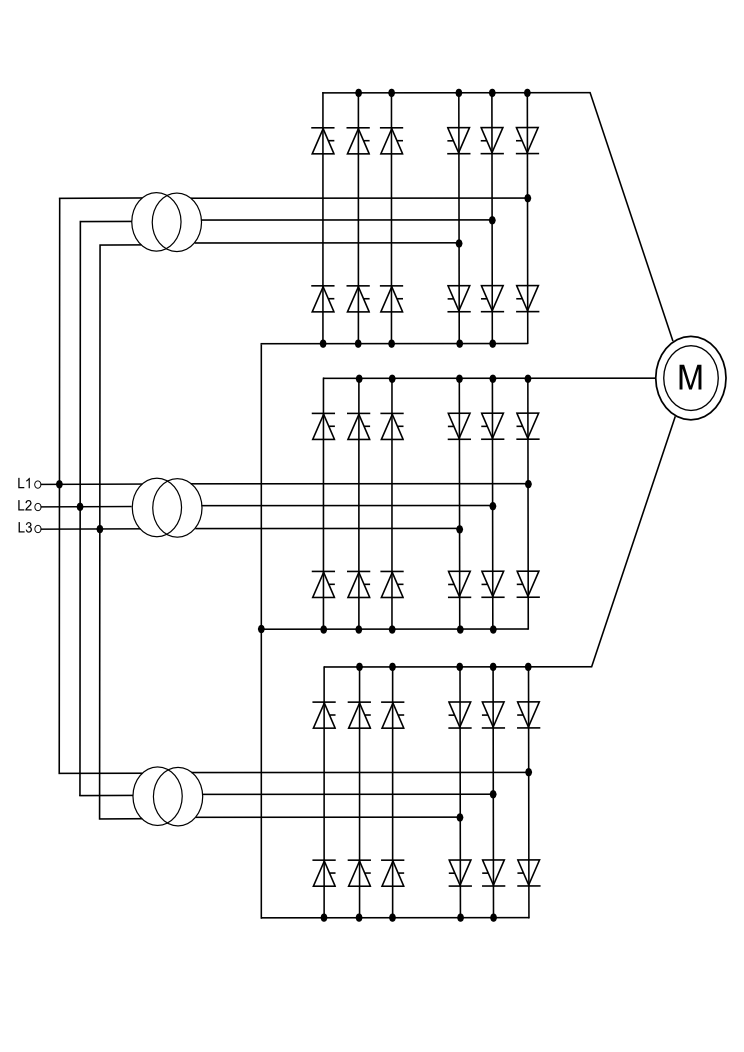
Cyklokonverterns uppbyggnad

Frekvensomriktning används inom elektronik för att omvandla en växelspänning av en frekvens till en växelspänning av en annan frekvens. Frekvensomriktare delas upp i omriktare av direkttyp och omriktare med mellanled.

## Direktomriktare
Direktomkopplare kallas för cyklokonvertrar och kan användas för en- eller flerfaskopplingar. I trefasutförande är de uppbyggda som bilden till höger visar. Två stycken antiparallellkopplade sexpuls tyristorriktare sitter i varje fas, alltså totalt sex stycken sexpulskopplingar. Denna koppling ger en utgående frekvens som kan bli maximalt hälften av den ingående frekvensen. Direktomriktare används i stora och långsamtgående motordrivsystem samt för omriktning från det vanliga elnätets 50 Hz till järnvägsnätets 16 2/3 Hz. Idag ersätts direktomriktare till stor del av PWM-omriktare.

## Mellanledsomriktare
Till skillnad från en direkt omriktare, som direkt omriktar en frekvens till en annan, jobbar mellanledsomriktare enligt en annan princip. Först likriktas den ingående frekvensen för att åstadkomma en likspänning, vilken sedan omvandlas till en utgående spänning med en annan frekvens än den ingående.

### Likriktardelen
I likriktardelen av frekvensomriktaren omvandlas den ingående växelspänningen till en likspänning. Detta utförs genom att man kopplar dioder för att förhindra spänningen att växla polaritet.

### Mellanleden
Frekvensomriktarens mellanled består av en induktor och ett kondensatorbatteri. Dessa bildar tillsammans ett så kallat LC-filter vilket glättar den ojämna strömmen som kommer ifrån likriktaren.

### Växelriktaren
Växelriktaren är den del av frekvensomriktaren som formar mellanledets likspänning till den utgående spänningens nya frekvens. Detta görs genom att man med hjälp av halvledare "hackar" sönder likspänningen och portionerar ut den som pulser. Genom att växelvis portionera ut positiva pulser från mellanledets positiva pol och negativa pulser från den negativa polen åstadkoms en växelspänning.